# Lemondka

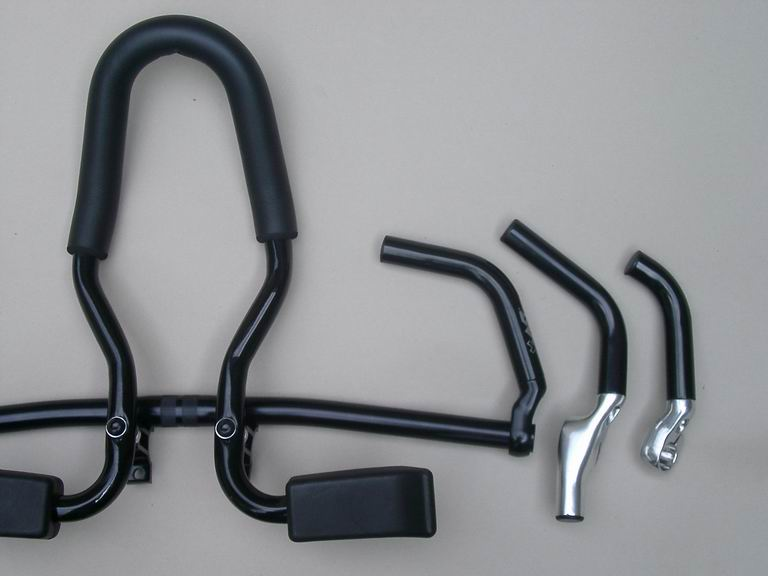
Lemondka po lewej

Lemondka - (ang. aerobars) dodatkowa podpórka na kierownicy roweru umożliwiająca przyjęcie bardziej aerodynamicznej pozycji.
Lemondki stosowane są w triatlonie, kolarstwie torowym oraz w etapach na czas szosowych wyścigów kolarskich.
Nazwa pochodzi od nazwiska Grega LeMonda, który w 1989 r. jako pierwszy w wyścigu szosowym zastosował ją w finałowym etapie na czas w Tour de France. Wcześniej tego typu podpórki używano w triatlonie.